# 스트레인저랜드
《스트레인저랜드》(영어: Strangerland)는 2015년 공개된 드라마 서스펜스 영화이다.

## 출연

### 주연
- 니콜 키드먼
- 휴고 위빙
- 조셉 파인즈

### 조연
- 리사 플래너건
- 니콜라스 해밀턴
- 매디슨 브라운
- 션 키넌
- 메니 와이어트

## 기타
- 세트: 글렌 W. 존슨
- 의상: 에밀리 시레신